# Fives (metrostation)
Het metrostation Fives is een station van metrolijn 1 van de metro van Rijsel, gelegen in de wijk Fives te Rijsel. Het station bevindt zich in het centrum van de wijk, aan het begin van de twee hoofdstraten rue de Lannoy en rue Pierre-Legrand.
Vanaf dit station kan men overstappen op buslijn 10.

## Omgeving
Naast het metrostation ligt het centrale plein, waar men het stadhuis van de wijk vindt, evenals het postkantoor. Op loopafstand bevindt zich de Salle des fêtes van Fives.